# 毛空轴茅
毛空轴茅（学名：Coelorachis striata var. pubescens）为禾本科空轴茅属下的一个变种。